# شک وس
خادیمو رسول شیخ فال (به انگلیسی: Khadimou Rassoul Cheikh Fall؛ زادهٔ ۱۰ سپتامبر ۱۹۹۸) که به‌طور حرفه‌ای با نام شک وس (به انگلیسی: Sheck Wes) شناخته می‌شود، رپر و خوانندهٔ آمریکایی می‌باشد. وی بیشتر به‌خاطر ترانهٔ «مو بامبا» شناخته می‌شود که سال ۲۰۱۷ منتشر شده و در سال ۲۰۱۸ معروف شد.